# Rune Sörnäs
C A Rune Sörnäs, född 17 december 1928 i Göteborg, död 16 december 2008, var en svensk läkare.
Sörnäs, som var son till Carl och Anna-Lisa Sörnäs, avlade studentexamen i Stockholm 1948, blev medicine kandidat vid Karolinska Institutet 1952, medicine licentiat där 1958 och medicine doktor och docent vid Lunds universitet 1972. Han var underläkare vid Umeå lasarett 1959–1963, underläkare vid Lunds lasarett 1964–1965, blev biträdande överläkare vid neurologiska kliniken där 1966 och överläkare vid neurologiska kliniken på Halmstads lasarett 1974. Han författade skrifter i neurologi.